# Shelby megye (Texas)
Shelby megye az Amerikai Egyesült Államokban, azon belül Texas államban található. Megyeszékhelye és legnagyobb városa Center. Lakosainak száma 24 022 fő (2020. április 1.). Shelby megye Nacogdoches, Sabine, San Augustine, Sabine, DeSoto, Panola és Rusk megyékkel határos.

## Népesség
A megye népességének változása:
| Lakosok száma | 25 426 | 25 669 | 25 977 | 25 792 | 25 402 | 24 022 |
|               | 2010   | 2011   | 2012   | 2013   | 2015   | 2020   |